# Saldaña (kommunhuvudort)
Saldaña är en kommunhuvudort i Spanien.   Den ligger i provinsen Provincia de Palencia och regionen Kastilien och Leon, i den norra delen av landet, 250 km norr om huvudstaden Madrid. Saldaña ligger 918 meter över havet och antalet invånare är 2 989.
Terrängen runt Saldaña är platt. Runt Saldaña är det mycket glesbefolkat, med 5 invånare per kvadratkilometer. Saldaña är det största samhället i trakten. Trakten runt Saldaña består till största delen av jordbruksmark.